# Hertog van Exeter
Hertog van Exeter (Engels: Duke of Exeter) is een Engelse adellijke titel. 
De titel hertog van Exeter werd gecreëerd in 1397 door Richard II voor John Holland, 1e graaf van Huntingdon. De titel verviel toen hij in 1400 werd geëxecuteerd wegens verzet tegen Hendrik IV. Hendrik V creëerde de titel in 1416 voor Thomas Beaufort, 1e graaf van Dorset. Met zijn kinderloze overlijden in 1426 verviel de titel.
In 1439 werd de eerste creatie hersteld voor John Holland, zoon van de 1e hertog. Zijn zoon Henry Holland raakte de titel kwijt in 1461 vanwege zijn steun aan de Lancasters.

## Hertog van Exeter, 1e creatie (1397)
- John Holland, 1e hertog van Exeter (1397-1400)

## Hertog van Exeter, 2e creatie (1416)
- Thomas Beaufort, 1e hertog van Exeter (1416-1426)

## Hertog van Exeter, 1e creatie (hersteld 1439)
- John Holland, 2e hertog van Exeter (1439-1447)
- Henry Holland, 3e hertog van Exeter (1447-1461)